# Боб Леньє (баскетболіст)
Роберт Джеррі Леньє (молодший) (англ. Robert Jerry Lanier, Jr., 10 вересня 1948, Баффало, США — 10 травня 2022) — американський професіональний баскетболіст, що грав на позиції центрового в НБА за «Детройт Пістонс» та «Мілвокі Бакс», які навіки закріпили за ним ігровий №16. Згодом — баскетбольний тренер.
1992 року введений до Баскетбольної Зали слави (як гравець).

## Ігрова кар'єра
На університетському рівні грав за команду Сент Бонавентуре (1967–1970). 1968 року включався до другої збірної NCAA, а 1970 — до першої.
Тоді ж був обраний у першому раунді драфту НБА під загальним 1-м номером командою «Детройт Пістонс». Професійну кар'єру розпочав 1970 року виступами за тих же «Детройт Пістонс», захищав кольори команди з Детройта протягом наступних 10 сезонів. За підсумками дебютного сезону був включений до першої збірної новачків НБА. Згодом сім разів брав участь у матчах всіх зірок. 1974 року отримав нагороду найціннішого гравця матчу всіх зірок.
Другою і останньою ж командою в кар'єрі гравця стала «Мілвокі Бакс», до складу якої він приєднався 1980 року і за яку відіграв 4 сезони. 1982 року увосьме зіграв на матчі всіх зірок НБА.

## Статистика виступів в НБА

### Регулярний сезон
| Сезон              | Команда            | GP  | GS | MPG  | FG%  | 3P%   | FT%  | RPG  | APG | SPG | BPG | PPG  |
| ------------------ | ------------------ | --- | -- | ---- | ---- | ----- | ---- | ---- | --- | --- | --- | ---- |
| 1970–71            | «Детройт Пістонс»  | 82  |    | 24.6 | .455 |       | .726 | 8.1  | 1.8 |     |     | 15.6 |
| 1971–72            | «Детройт Пістонс»  | 80  |    | 38.7 | .493 |       | .768 | 14.2 | 3.1 |     |     | 25.7 |
| 1972–73            | «Детройт Пістонс»  | 81  |    | 38.9 | .490 |       | .773 | 14.9 | 3.2 |     |     | 23.8 |
| 1973–74            | «Детройт Пістонс»  | 81  |    | 37.6 | .504 |       | .797 | 13.3 | 4.2 | 1.4 | 3.0 | 22.5 |
| 1974–75            | «Детройт Пістонс»  | 76  |    | 39.3 | .510 |       | .802 | 12.0 | 4.6 | 1.0 | 2.3 | 24.0 |
| 1975–76            | «Детройт Пістонс»  | 64  |    | 36.9 | .532 |       | .768 | 11.7 | 3.4 | 1.2 | 1.3 | 21.3 |
| 1976–77            | «Детройт Пістонс»  | 64  |    | 38.2 | .534 |       | .818 | 11.6 | 3.3 | 1.1 | 2.0 | 25.3 |
| 1977–78            | «Детройт Пістонс»  | 63  |    | 36.7 | .537 |       | .772 | 11.3 | 3.4 | 1.3 | 1.5 | 24.5 |
| 1978–79            | «Детройт Пістонс»  | 53  |    | 34.6 | .515 |       | .749 | 9.3  | 2.6 | 0.9 | 1.4 | 23.6 |
| 1979–80            | «Детройт Пістонс»  | 37  |    | 37.6 | .546 | .000  | .781 | 10.1 | 3.3 | 1.0 | 1.6 | 21.7 |
| 1979–80            | «Мілвокі Бакс»     | 26  |    | 28.4 | .519 | 1.000 | .785 | 6.9  | 2.4 | 1.4 | 1.1 | 15.7 |
| 1980–81            | «Мілвокі Бакс»     | 67  |    | 26.2 | .525 | 1.000 | .751 | 6.2  | 2.7 | 1.1 | 1.2 | 14.3 |
| 1981–82            | «Мілвокі Бакс»     | 74  | 72 | 26.8 | .558 | .000  | .752 | 5.2  | 3.0 | 1.0 | 0.8 | 13.5 |
| 1982–83            | «Мілвокі Бакс»     | 39  | 35 | 25.1 | .491 | .000  | .684 | 5.1  | 2.7 | 0.9 | 0.6 | 10.7 |
| 1983–84            | «Мілвокі Бакс»     | 72  | 72 | 27.9 | .572 | .000  | .708 | 6.3  | 2.6 | 0.8 | 0.7 | 13.6 |
| Усього за кар'єру  | Усього за кар'єру  | 959 |    | 33.5 | .514 | .154  | .767 | 10.1 | 3.1 | 1.1 | 1.5 | 20.1 |
| В іграх усіх зірок | В іграх усіх зірок | 8   | 0  | 15.1 | .582 |       | .833 | 5.6  | 1.5 | 0.5 | 0.6 | 9.2  |

### Плей-оф
| Сезон             | Команда           | GP | GS | MPG  | FG%  | 3P%  | FT%  | RPG  | APG | SPG | BPG | PPG  |
| ----------------- | ----------------- | -- | -- | ---- | ---- | ---- | ---- | ---- | --- | --- | --- | ---- |
| 1974              | «Детройт Пістонс» | 7  |    | 43.3 | .507 |      | .789 | 15.3 | 3.0 | 0.6 | 2.0 | 26.3 |
| 1975              | «Детройт Пістонс» | 3  |    | 42.7 | .510 |      | .750 | 10.7 | 6.3 | 1.3 | 4.0 | 20.3 |
| 1976              | «Детройт Пістонс» | 9  |    | 39.9 | .552 |      | .900 | 12.7 | 3.3 | 0.9 | 2.3 | 26.1 |
| 1977              | «Детройт Пістонс» | 3  |    | 39.3 | .630 |      | .842 | 16.7 | 2.0 | 1.0 | 2.3 | 28.0 |
| 1980              | «Мілвокі Бакс»    | 7  |    | 36.6 | .515 |      | .738 | 9.3  | 4.4 | 1.0 | 1.1 | 19.3 |
| 1981              | «Мілвокі Бакс»    | 7  |    | 33.7 | .588 |      | .719 | 7.4  | 4.0 | 1.7 | 1.1 | 17.6 |
| 1982              | «Мілвокі Бакс»    | 6  |    | 35.3 | .513 | .000 | .560 | 7.5  | 3.7 | 1.3 | 0.8 | 16.0 |
| 1983              | «Мілвокі Бакс»    | 9  |    | 27.8 | .573 |      | .600 | 7.0  | 2.6 | 0.6 | 1.6 | 13.7 |
| 1984              | «Мілвокі Бакс»    | 16 |    | 31.2 | .480 |      | .886 | 7.3  | 3.4 | 0.7 | 0.6 | 12.7 |
| Усього за кар'єру | Усього за кар'єру | 67 |    | 35.2 | .532 | .000 | .768 | 9.6  | 3.5 | 0.9 | 1.5 | 18.6 |

## Тренерська робота
1995 року став виконуючим обов'язки головного тренера команди «Голден-Стейт Ворріорс», замінивши Дона Нельсона. Тренував команду протягом 37 матчів, в яких здобув 12 перемог.